# Lourdes Plans i Campderrós
Lourdes Plans i Campderrós (Terrassa, 1964 - 7 d'abril del 2017) va ser una historiadora catalana. Diplomada en Estudis Superiors Especialitzats pel Departament d'Història Moderna i Contemporània de la Universitat Autònoma de Barcelona (UAB) i llicenciada en Història Moderna i Contemporània també per la UAB, havia estat la Coordinadora del Diploma Universitari Universitat Politècnica de Catalunya en “Ciència, Tecnologia i Societat” per a persones més grans de cinquanta-cinc anys, que s'imparteix al Campus de Terrassa de la UPC.
Nascuda a Terrassa el 1964, Plans realitzà rellevants estudis sobre la història d'aquesta ciutat. El més conegut és "La vida cultural i recreativa a la Terrassa d'ahir, 1875-1931" (2000), un llibre que marcà un abans i un després en la historiografia cultural de la ciutat, i que és l'obra de referència sobre el tema. A Terrassa fou coneguda per la seva vinculació en el Centre d'Estudis Històrics de Terrassa, com a investigadora des del 1992, com a membre de la junta directiva des del 1995 i com a presidenta entre el febrer de 2006 i el febrer de 2014. També va ser vocal de la Coordinadora de Centres d'Estudis de Parla Catalana i membre dels consells de redacció de Frontissa, de la revista Terme i de Plecs d'història local. De la mateixa manera, formava part del consell editorial de la col·lecció "Els llibres de Terrassa" editats per la Fundació Torre del Palau.
Entre les seves publicacions s'hi compten:
- "L'associacionisme coral a Terrasa, 1875-1931". A: Profesor Nazario González: una historia abierta, pàgs. 394-403 (1998)
- La vida cultural i recreativa a la Terrassa d'ahir, 1875-1931 (2000)
- "La repressió a Terrassa durant el franquisme: primera aproximació a les fonts per al seu estudi". A: Franquisme i transició democràtica a les terres de parla catalana: actes del 2n Congrés de la CCEPC (Palma, 16, 17 i 18 d'octubre de 1997),pàgs. 303-312 (2001)
- L'Escola Industrial de Terrassa, 1902-2002. Cent anys de vida universitària (2002)
- Àngel Sallent i Gotés (1857-1934): un intel·lectual de la renaixença (2003)
- L'Abans. Terrassa recull gràfic, 1865-1965 (2007)
- Combat per la llibertat. Memòria de la lluita antifranquista a Terrassa, 1939-1979, amb Josep-Lluís Lacueva i Moreno, i Manuel Márquez i Berrocal (2007)
- Diccionario biográfico de parlamentarios españoles, 1820-1854 (2012)
- L'aiguat del 1962, 50 anys després (2012)